# Герб Белебеевского района
Герб Белебе́евского района Республики Башкортостан Российской Федерации — опознавательно-правовой знак, наряду с флагом служащий официальным символом муниципального образования. 
Утверждён решением Совета муниципального района Белебеевский район Республики Башкортостан от 24 ноября 2006 года № 213. Внесён в Государственный геральдический регистр Российской Федерации под № 2957 и в Государственный регистр символики в Республике Башкортостан под №  005.
Автор герба — Салават Мухаметович Гилязетдинов.

## Описание
Геральдическое описание герба гласит:

В зелёном поле повышенный серебряный скачущий конь с золотыми гривой, хвостом и копытами, сопровождаемый внизу червлёным, тонко окантованным золотом, бруском с вогнутыми сторонами, обременённым двумя положенными накрест серебряными, отделанными золотом, колчанами с серебряными стрелами.— Положение о гербе муниципального района Белебеевский район Республики Башкортостан

## Обоснование символики

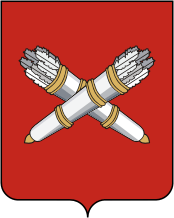
Герб города Белебей

Композиция герба отражает исторические, географические, социально-экономические, культурные и национальные особенности и традиции. Район расположен на уникальной по красоте и природно-климатическим условиям Бугульминско-Белебеевской возвышенности, где берёт начало множество рек, питающих великую русскую реку Волгу. Поэтому поле герба зелёного цвета. Зелёный цвет также символизирует изобилие, плодородие и мир. 
В верхней части поля расположен скачущий серебряный конь. В геральдике образ коня наделён многими положительными свойствами: храбростью льва, зоркостью орла, силой волка, быстротой оленя, ловкостью лисицы. Серебряная лошадь является солнечным символом жизни и света, символизирующей трудолюбие, мужество, силу, воинскую доблесть и славу. Скачущая лошадь – символ непрерывного, динамичного развития района. Кони служили людям и в ратном деле, и в мирной жизни. Белебеевская земля богата ковыльными степями, на которых пасутся табуны кобылиц, дающих целебное молоко для производства кумыса, дарящего богатырскую силу и здоровье. Традиция кумысоделия сохранена и ныне: район славится своими кумысолечебницами.
В нижней части герба в красном поле расположены два серебряных, отделанных золотом, колчана с серебряными стрелами, положенные накрест – элемент герба города Белебея, центра муниципального района. Красный цвет символизирует любовь, мужество, смелость. 

## Официальное использование
Герб муниципального района Белебеевский район РБ помещается: на зданиях органов местного самоуправления; в залах заседаний местного самоуправления; в рабочих кабинетах главы муниципального района, выборных, назначаемых должностных лиц местного самоуправления (председателя Совета, главы администрации муниципального района, глав сельских поселений).